# Rhön-Quellschnecke

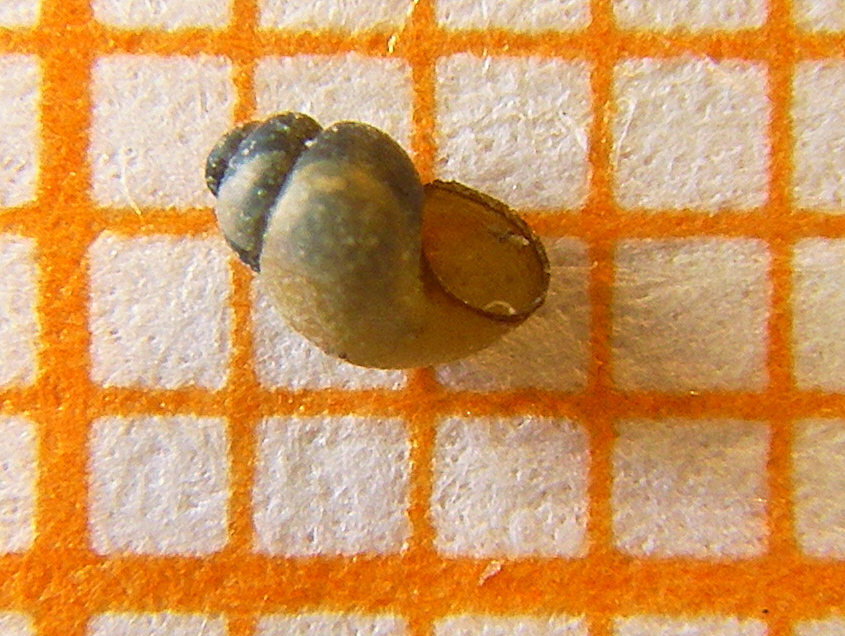
Rhönquellschneckenhaus
(auf Millimeterpapier)

Die endemische Rhön-Quellschnecke (Bythinella compressa), auch Rhönquellschnecke genannt, kommt weltweit nur in der Rhön und im Vogelsberg vor. Sie ist noch in den Naturwaldreservaten der Rhön nachgewiesen und gemäß der deutschen Roten Liste stark gefährdet.

## Merkmale
Das Gehäuse der Rhön-Quellschnecke ist eiförmig mit einem stumpfen Konus. Es ist nur etwa 2,0 bis 2,3 mm hoch und 1,4 bis 1,8 mm breit. Es hat 3 bis 4 stark gewölbte und rasch zunehmende Windungen mit einer tief eingesenkten Naht. Die vorletzte Windung ist schmaler als die letzte Windung. Die letzte Windung nimmt etwa die Hälfte der Gesamthöhe ein. Der Apex steht etwas und der Nabelritz ist offen. Die schief eiförmige, leicht eckige Mündung steht annähernd senkrecht und ist leicht zurück geneigt. Sie kann mit einem Operculum verschlossen werden. Das Gehäuse der Rhön-Quellschnecke ist gelblich grau gefärbt und durchscheinend. Der Mündungsrand hebt sich durch die dunkelbräunliche Färbung etwas ab. Die Außenwand der Mündung ist meist gerade, gelegentlich sogar schwach eingebuchtet. Der Mundsaum ist vollständig ausgebildet und nur an der Spindelseite etwas erweitert.

### Ähnliche Arten
Das Gehäuse ähnelt dem Gehäuse von Dunkers Quellschnecke (Bythinella dunkeri). Letztere Art ist jedoch deutlich höher und etwas schlanker. Die Mündung ist etwas eckiger als bei der Rhön-Quellschnecke.

## Geographische Verbreitung und Lebensraum

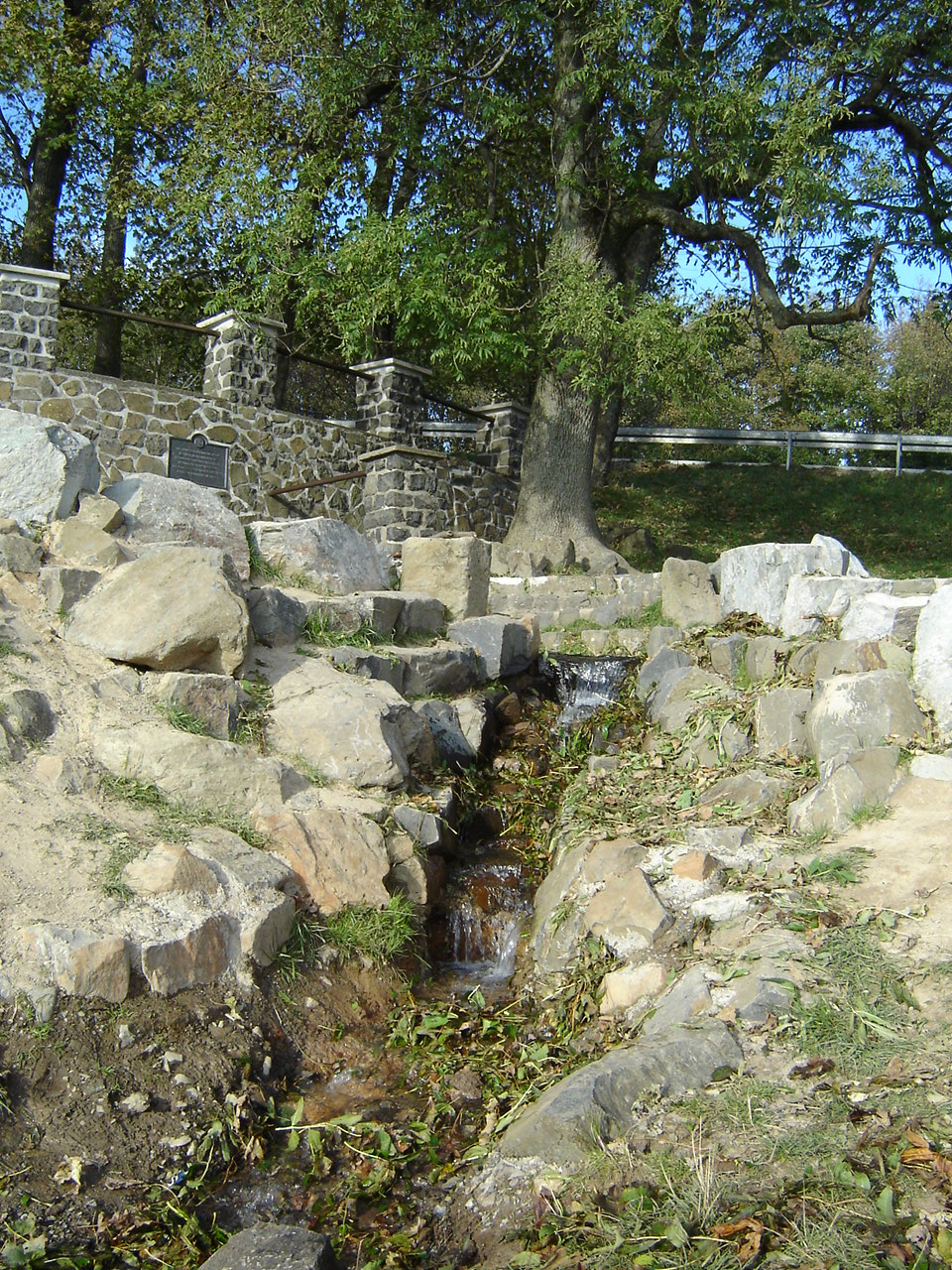
Negativbeispiel:
Die gefasste Fuldaquelle

Die Rhön-Quellschnecke kommt nur in der Rhön und im Vogelsberggebiet (Hessen) vor.
Die Rhön-Quellschnecke benötigt gleichmäßig kaltes und unbelastetes, kalkarmes Wasser (Saprobiewert 1,0) mit ca. 6–8 °C. Sie ernährt sich von Aufwuchs, vor allem Bakterienrasen, und Detritus, der von Steinen, Wasserpflanzen, Falllaub und im Wasser liegendem Totholz abgeweidet wird.
Früher war sie in der offenen Kulturlandschaft weit verbreitet. Heute lebt sie fast ausschließlich nur noch in Quellaustritten und wenige hundert Meter abwärts in den Quellbächen zusammenhängender Laubwaldareale. In intakten Lebensräumen finden sich Besiedelungsdichten von bis zu 50 Schnecken auf einer Fläche von 25 × 25 cm².

## Lebensraumverluste und Gefährdungsursachen
Die Populationen der Rhön-Quellschnecke sind voneinander weitgehend isoliert. Mit ihren hochspezifischen Lebensraumansprüchen sind ausgelöschte Vorkommen daher unwiederbringlich verloren; frühere Lebensräume werden in der Regel nicht wieder besiedelt. Die unbelasteten und naturnahen Quellgebiete in Rhön und Vogelsberg, der Lebensraum der Rhön-Quellschnecke, sind hauptsächlich durch intensive Landwirtschaft und kommunale Baumaßnahmen gefährdet.
Ursache für den starken Rückgang der Bestände ist ganz allgemein die Zerstörung der Quellbiotope. In der Landwirtschaft sind dies beispielsweise die Verwendung von Dünge- und Spritzmitteln und die Errichtung von Viehtränken (Tritt, Eutrophierung), aber auch neue Forellenteiche in Quellgebieten mit der oft damit verbundenen Verrohrung der Quellbäche sowie die Anlage von Fichtenmonokulturen mit der Konsequenz der Versauerung der Böden und Quellen.
Gefährdungen durch kommunale Maßnahmen sind beispielsweise:
- Quellfassungen zur Schaffung touristischer Anziehungspunkte.
- Neue Straßen in Waldgebieten mit den dadurch entstehenden Belastungen durch Auftausalze, Öle und Abrieb (Feinstaub).
- Drainagen und Gesteinsabbau im Einzugsgebiet als Gründe für das Trockenfallen der Quellen.

Generell ist das Vorkommen von Quellen durch sinkende Grundwasserspiegel bedroht. Auch in der Rhön und im Vogelsberg ist das ein häufiger Grund für das Verschwinden von Quellen.

### Schutzmaßnahmen
Besiedelte Quellgebiete sollten inventarisiert und geschützt werden. Konsequenzen daraus sind:
- Die Öffnung von Verrohrungsstrecken sowie Rückbau von Teichanlagen und Quellfassungen
- Bei Planung, Bau und Unterhaltung von Forstwegen sollte der Schutz berücksichtigt werden.
- Der Ersatz von Nadelgehölzen durch standorttypische Feuchtwaldbestände (z. B. Schwarz-Erle und Gemeine Esche).

Darüber hinaus sind alle Maßnahmen zur Förderung der Grundwasserneubildung von Bedeutung:
- Rückbau der Begradigung von Fließgewässern
- Einrichtung von Überschwemmungsgebieten zur Verminderung des Abflusses
- Bei der Befestigung von Flächen versickerungsoffenes Material verwenden anstelle von Versiegelung

## Belege

### Online
- Deutsche Malakozoologische Gesellschaft (Nomenklaturliste)